# 葉國忠
葉國忠，SBS，JP（1951年11月8日—2014年8月6日），是前市政局議員，民建聯黨團召集人葉國謙之孿生弟弟，前油尖旺區議會主席及佐敦南選區前區議員葉傲冬之父親。

## 生平
葉國忠在1969年畢業於漢華中學，曾是快金服務有限公司（運輸）經理，參選過1985年香港區議會選舉油尖區渡船角選區和1998年香港立法會選舉，2002年曾任油尖旺區議會副主席暨該區撲滅罪行委員會主席。他於1985年至1994年擔任油尖區區議會民選議員，在1987年至1994年擔任油尖區區議會交通運輸委員會主席。
民建聯黨友鍾港武（前油尖旺區議會主席），曾經是葉國忠的助理。

## 事件
2008年根據香港民主派職工盟官方網陳述，4月15日，貨櫃車司機工會曾經聯同會員，到民建聯中常委葉國忠辦事處示威抗議，要求清付由勞資審裁處判定的應付解僱賠償。而葉國忠將有關公司業務，轉移至另一公司，作出避責行為。貨櫃車司機工會無奈。

## 外部參考
1. ↑  .   [2008-10-05]. （原始内容存档于2021-03-13）.
2. ↑  .   [2014-08-07]. （原始内容存档于2020-10-23）.
3. ↑  .   [2008-10-05]. （原始内容存档于2008-11-21）.

| 議會席位    | 議會席位                             | 議會席位                                                           |
| ----------- | ------------------------------------ | ------------------------------------------------------------------ |
| 前任： 首任 | 油麻地區議員（渡船角） 1985年—1988年 | 繼任： 末任，油麻地區議會 改稱油尖區議會                           |
| 前任： 首任 | 油尖區議員（渡船角） 1988年—1994年   | 繼任： 末任，油尖區議會和旺角區議會 合併成油尖旺區議會             |
| 前任： 首任 | 油尖旺區議員（渡船角） 1994年—2003年 | 繼任： 末任，渡船角選區改稱尖沙咀北選區， 並放棄連任，由陳少棠繼任 |